# Браун, Артур Рой
Артур Рой Браун (англ. Arthur Roy Brown; 23 декабря 1893 — 9 марта 1944) — британский канадский лётчик-ас Первой мировой войны, капитан.

## Биография
Артур Браун родился 23 декабря 1893 года в городе Карлтон-Плейс, 30 миль к западу от Оттавы (Канада), средним из пяти детей. Отцу принадлежала первая в городе электрическая компания, и Артур пошёл учиться на бухгалтера, чтобы помочь в семейном бизнесе.
В 1915 году Браун поступил в Офицерский Кадетский корпус и поступил в Королевскую Морскую Авиацию, где 24 ноября 1915 года окончил курсы пилотов. После чего был направлен в Англию для продолжения учёбы в Чингфорде в звании младшего лейтенанта авиации. 2 мая 1916 года разбился во время тренировочного полёта на «Авро-504», но сам Артур Браун остался жив.
В марте 1917 года Браун приписан к 9-му эскадрону Королевской морской авиации.
Артур Браун преследовал Манфреда Рихтгофена, известного как «Красный барон», 21 апреля 1918 года, когда последний был убит. На следующий день Артур приехал проститься с телом Рихтгофена. Запись из его дневника:

В горле у меня стоял ком. Если бы он был моим лучшим другом — моё горе было бы точно таким же.
Интеллигентный, но застенчивый, Артур Браун работал лётным инструктором и главным редактором журнала «Канадская авиация». Он был признан непригодным к службе и не попал на Вторую мировую войну. Умер от инфаркта в возрасте 50 лет в Стоуфвилле.
Был награждён Орденом «За выдающиеся заслуги» (с розеткой).